# Polycyrtus tuberculatus
Polycyrtus tuberculatus là một loài tò vò trong họ Ichneumonidae.